# منجز
منجز (به عربی: منجز) یک منطقهٔ مسکونی در لبنان است که در شهرستان عکار واقع شده‌است. منجز ۵٫۹۲ کیلومتر مربع مساحت و ۹۴۳ نفر جمعیت دارد و ۳۵۰ متر بالاتر از سطح دریا واقع شده‌است.